# Djamel Mastouri
Djamel Mastouri, né le 17 janvier 1972 à Paris, est un athlète handisport français.

## Biographie
Sergent-chef de l'Armée de terre, Djamel Mastouri  souffre d’une hémiplégie du côté droit, à la suite d'un accident vasculaire cérébral à l'âge de 3 ans.
Aux Championnats d'Europe 2005 à Espoo, il est médaillé d'or sur 1500 mètres et médaillé de bronze sur 800 mètres.
Il est sacré champion du monde sur 1 500 mètres et médaillé de bronze aux Mondiaux de 2006 à Assen.
Aux Jeux paralympiques d'été de 2008 à Pékin, il est médaillé de bronze sur 800 mètres. Il est fait chevalier de l'ordre national du Mérite après ces Jeux. Aux Jeux paralympiques d’été de 2012 à Londres Il est demi-finaliste sur 800m et finaliste sur 1500m il a essayé de défendre ses chances de médailles avec une micro déchirure à l’ischio-jambier gauche.
Il est médaillé d’or sur 1500m aux Jeux mondiaux militaires de 2015 à Mungyeong Corée du Sud et médaillé d’or sur 1500m et médaillé d'argent sur 400 mètres aux Jeux mondiaux militaires de 2019 à Wuhan Chine 